# 毛里齐奥·约里奥
毛里齐奥·约里奥（義大利語：Maurizio Iorio，1959年6月6日—），意大利男子足球运动员，司职前锋。他曾代表意大利国奥队参加1984年夏季奥林匹克运动会足球比赛，获得第四名。